# Marcel Otte
Marcel Otte (Brasschaat, Província d'Anvers, 1948), és un prehistoriador i paleoantropòleg belga, professor de prehistòria a la Universitat de Lieja. La seva principal àrea de recerca és l'intercanvi cultural al continent europeu durant el Paleolític, així com els moviments relacionats amb àrees geogràfiques properes. A Bèlgica, Marcel Otte treballa en un programa de recerca destinat a posar en valor jaciments prehistòrics valons, com la cova Scladina a Sclayn.

## Biografia
Es va llicenciar en Història de l'Art i Arqueologia a la Universitat de Lieja (1970), on es doctorà el 1976. El 1980 aconseguí el doctorat especial en Història de l'Art i Arqueologia per la mateixa universitat. El seu camp de recerca se centra de manera principal en els canvis culturals a Europa durant el Paleolític, dedicant un esment especial a les relacions amb altres zones geogràfiques properes com l'Àfrica del Nord, Anatòlia i Sibèria Occidental. Ha participat en l'excavació i estudi de molts de jaciments. El 1976 dirigí les excavacions del castell medieval de Saive. Entre 1977 i 1995 s'ocupà de les excavacions de la place Saint-Lambert. A partir de 1978 treballà a les coves de Sclayn. El 1977-1978 en la campanya de recerca a Beit Allam (Egipte). Dirigí les excavacions prehistòriques a Valònia a partir de 1986 (Chaleux, Furfooz, Freyr/Waulsort, Modave, Profondeville, Huccorgne, Maisières, Alleur). Entre altres campanyes d'excavacions es poden esmentar: Karaïn i Öküzini (Turquia, a partir de 1988), cova d'Evora (Portugal, 1985-1993), Mitoc (Romania, 1992-1995), paleolític superior i final de Siuren I (Crimea, 1994-1998), regió de l'Altai (Sibèria, 1995-1996), paleolític inferior del Kazakhstan (1996-1997), paleolític al Marroc (2000-2002), codirector de les excavacions del Trou Al'Wesse (a partir de 2003) i excavacions a l'Iran (a partir del 2004).
Otte és un dels principals defensors de la Teoria de la Continuïtat Paleolítica, que afirma que les llengües indoeuropees es varen originar a Europa i que existeixen des del període paleolític. És director del C.R.A. Centre de Recherches Archéologiques, del Centre de Recherches sur les Civilisations du Paléolithique supérieur européen i del Musée archéologique de l'Université de Liège, també presideix el grup Prehistòria del F.N.R.S. Fonds de la Recherche Scientifique.

## Obres
- Speaking Australopithecus. A New Theory on the Origins of Human Language, (amb Francesco Benozzo), Alessandria, Edizioni dell'Orso, 2017
- Universalité des signes graphiques, Éditions L'Harmattan, 2015
- Neandertal / Cro-Magnon, Éditions Errance, 2014
- Les Gravettiens, Éditions Errance, 2013
- À l'aube spirituelle de l'humanité : une nouvelle approche de la Préhistoire, Paris, Odile Jacob, septembre 2012
- Méthodes archéologiques, Éditions de Boeck, (amb Pierre Noiret), 2012
- La Préhistoire de la Chine et de l'Extrême-Orient, Paris, Éditions Errance, 2011
- Neandertal réhabilité, in Dossier d'archéologie, n° 345, Dijon, Éditions Faton, 2011
- Les Aurignaciens, Éditions Errance (Civilisations et cultures), Paris, 2010
- L'évolution des gestes techniques de la Préhistoire, Éditions De Boeck, (amb Pierre Noiret), 2010
- Cro-Magnon : aux origines de notre humanité, Éditions Perrin (Collection Tempus # 315), Paris, 2010
- Les hommes de Lascaux, civilisations paléolithiques en Europe, Éditions Armand Colin, Paris, 2009
- La préhistoire, Éditions De Boeck, Bruxelles, 2009
- Une futile audace, Éditions de la Réunion des Musées Nationaux, Paris, 2009
- Vers la Préhistoire : une initiation, Bruxelles, Éditions de Boeck, 2007
- Arts protohistoriques : l'aurore des dieux, Prefaci de Jean Guilaine, Éditions De Boeck. Bruxelles, 2007
- L'Aurignacien du Zagros, Liège, ERAUL 118, (amb la contribució de Kozlowski J.K), 2007
- Arts préhistoriques : l'articulation du langage, Bruxelles, De Boeck (coll. « Université »), 2006
- L'aventure humaine : des molécules à la culture, Éditions de Boeck, (amb les contribucions de Robert Boyd, Joan Silk, Yves Coppens i Stéphane Ducrocq), 2003
- La Protohistoire, Bruxelles, De Boeck (coll. « Université »), (amb les contribucions de Daid-Elbiali M., Éluère C. i Mohen J.-P.), 2002
- Les origines de la pensée : archéologie de la conscience, Sprimont, Pierre Mardaga Éditeur, (coll. « Psychologie et Sciences humaines », 230), 2001
- Approches du comportement au Moustérien, Oxford, B.A.R. International Series 833, 2000
- Le Paléolithique supérieur en Europe, Paris, Armand Collin, (amb les contribucions de Djindjian Fr., Kozlowski J.K.) (coll. « U »), 1999
- La Préhistoire, Bruxelles, Éditions De Boeck (coll. « Université »), (amb les contribucions de Vialou D. i Plumet P.), 1999
- La Protohistoire, Avec Mireille David-Elbiali, Christiane Éluère, Jean-Pierre Mohen et Pierre Noiret, Bruxelles, De Boeck, 2008.
- Cro-Magnon, Librairie Académique Perrin, Paris, 2008
- Vers la préhistoire, Bruxelles, De Boeck, 2007
- Arts protohistoriques, Bruxelles, De Boeck, 2007. Prefaci de Jean Guilaine
- Arts préhistoriques, Bruxelles, De Boeck, 2005. Prefaci de Jean Clottes
- La Préhistoire, Bruxelles, De Boeck, 2003. Amb Patrick Plumet i Denis Vialou
- Le Paléolithique supérieur en Europe, Paris, Armand Collin, 1999
- Le Paléolithique inférieur et moyen en Europe, Armand Collin, Paris, 1996
- Préhistoire des religions, Paris, Masson, 1993
- Le Gravettien en Europe centrale, Bruges, Dissertationes Archaeologicae Gandenses, vol. XX, Bruges, 2 vol., 1981
- Le Paléolithique supérieur ancien en Belgique, Bruxelles, Monographies d'Archéologie Nationale, vol. 5, 1979
- La Préhistoire à travers les collections du Musée Curtius, Liège, Éditions Eugène Wagke, 1978
- Le château médiéval de Saive, Liège, 1971